# Samuel Andreyev
Samuel Andreyev (geboren Samuel Curnoe Andreeff; 15 april 1981) is een Canadese componist, singer-songwriter, dichter en pedagoog. In 2021 had hij ongeveer 30 werken voltooid. Zijn YouTube-kanaal, zijn video's, interviews en podcasts zijn uitgebreid bekeken. Hij woont sinds 2003 in Frankrijk en geeft momenteel les aan de Hochschule für Musik Freiburg en aan het Strasbourg Centre van de Universiteit van Syracuse.

## Biografie en carrière
Andreyev is geboren en groeide op in Kincardine, Ontario. In 1988 verhuisde hij met zijn gezin naar Toronto. Daar schreef hij zich in aan The Royal Conservatory of Music, waar hij cello, hobo en compositie studeerde. Daarnaast experimenteerde hij zelf met zeldzame instrumenten en de mogelijkheden die de opnametechnologie biedt. Terwijl hij in Toronto woonde, nam hij acht albums met liedjes op, leidde een kleine uitgeverij gewijd aan experimentele poëzie, trad op met een groep lokale muzikanten en voltooide zijn compositie, Le malheur adoucit les pierres, een blaastrio.
Hij vestigde zich in 2003 in Parijs om compositie te studeren, aanvankelijk bij Allain Gaussin en daarna bij Frédéric Durieux aan het Conservatorium van Parijs . Kort na zijn afstuderen werd hij benoemd tot lid van de Académie de France à Madrid en kreeg hij een artistieke residentie van een jaar aangeboden in Casa de Velázquez. Toen hij in 2013 terugkeerde naar Frankrijk, begon hij les te geven aan het Conservatoire de Cambrai, later aan het Strasbourg Centre van de Universiteit van Syracuse en aan de Hochschule für Musik Freiburg.
Halverwege de jaren 2010 kreeg zijn werk veel bredere aandacht en ontving het grote prijzen, waaronder de Grand Prix du concours Henri Dutilleux in 2012 voor zijn compositie Night Division.
Hij vestigde zich in Straatsburg in 2014. Vanaf 2015 begon hij aan een ambitieus project: het maken van commerciële opnames van al zijn werken.

### Poëzie
Andreyev is ook dichter en schrijver. Hij heeft twee gedichtenbundels gepubliceerd. Evidence werd in 2009 uitgegeven door Quattro Books uit Toronto. The Relativistic Empire werd in 2015 uitgegeven door Bookthug.